# Bevillningsutskottet

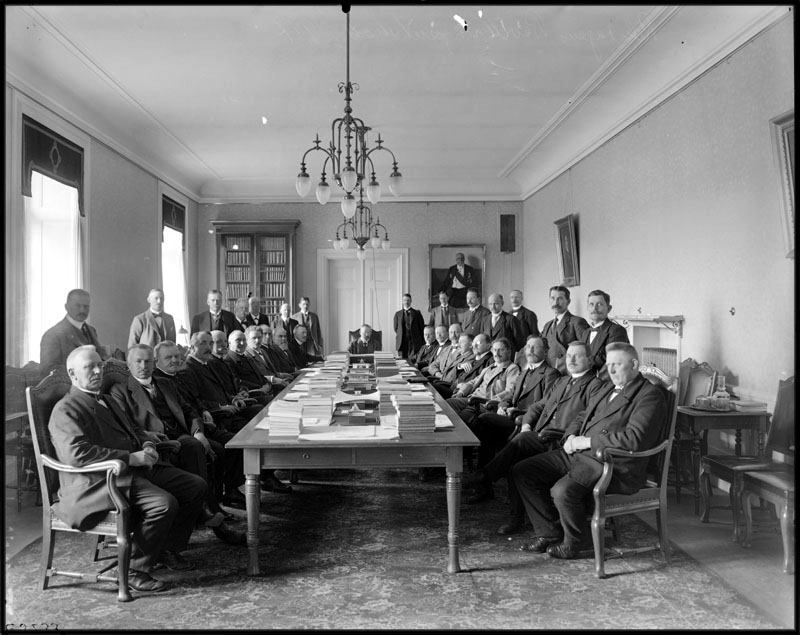
Sammanträde i bevillningsutskottet 1917.

Bevillningsutskottet var ett riksdagsutskott i Sverige som under ståndsriksdagen och tvåkammarriksdagen hade att godkänna höjningar eller sänkningar av skatter eller tullar.
I samband med tvåkammarriksdagens upplösning avskaffades utskottet. Vissa av dess uppgifter övertogs av Skatteutskottet.
Här nedan följer en förteckning av utskottets ordförande under åren 1867 till 1970.

## Ordförande före 1866
- Fredrik Bogislaus von Schwerin 1817–1818
- Arvid Posse 1862–1863

## Ordförande 1867-1970
- Gustaf af Ugglas 1867
- Albert Ehrensvärd 1868
- Oscar Alströmer 1869-1870
- Gustaf af Ugglas 1871-1874
- Alfred Fock 1875-1882
- Axel Bennich 1883-1886
- Erik Gustaf Boström 1887-1890
- Carl Herslow 1891
- Fredrik Barnekow 1892-1893
- Henrik Cavalli 1894-1910
- Alexis Hammarström 1911
- Karl Gustaf Karlsson 1912-1917
- Alexis Hammarström 1918
- Wilhelm Källman 1919
- Erik Röing 1920-1926
- Johan Nilsson i Skottlandshus 1927-1936
- Ivar Anderson 1937-1940
- Anders Johan Bärg 1941-1947
- Adolv Olsson 1948-1956
- Edgar Sjödahl 1957-1958
- John Ericsson i Kinna 1959-1970

## Vice ordförande, 1867-1970
- Axel Bennich             1869 - 1882
- Fredrik Hederstierna 1887A
- Olof Ahlström 1887B
- Fredrik Barnekow 1888 - 1891
- Johan Johansson i Ringshyttan  1892L
- Johan Johansson i Ringshyttan 1893 - 1895
- Henrik Fredholm 1900 - 1902
- Jöns Bromée         1903 - 1906
- David Bergström 1907
- Karl Gustaf Karlsson       1908 - 1911
- Per Nilsson i Bonarp  1912
- Axel Vennersten 1912 - 1914A
- Per Nilsson i Bonarp  1914B - 1917
- Herman Fleming af Liebelitz  1920-1924
- Nils Wohlin 1925 - 1927
- Anders Johan Bärg 1928 - 1939L
- Elon Andersson          1941 - 1950
- Filip Kristensson 1952 - 1956
- Erik Hagberg 1957 - 1963
- Tage Magnusson 1964 - 1970